# Andriy Vorobei
Andriy Oleksiyovych Vorobei (transliteração em ucraniano, Андрій Олексійович Воробей,Donetsk, 29 de novembro, 1978) é um ex-futebolista da Ucrânia. Seu último clube foi FC Metalist Kharkiv.
Nos tempos de União Soviética, seu nome era tratado em russo como Andrey Alekseyevich Vorobey (Андрей Алексеевич Воробей).

## Carreira

### Shakhtar Donestk
Vorobey começou sua carreira no Shakhtar Donetsk em 1994. Ele foi promovido à equipe principal em 1997. Na temporada 2000-01, Vorobey foi o artilheiro com 21 gols. Ele acumulou 79 gols em 209 partidas na Premier League ucraniana jogando pelo Shakhtar Donetsk. Sua carreira total na equipe principal do Shakhtar durou dez anos.[carece de fontes?]

### Dnipro
Após os dez anos no Shakthar mudou-se para o Futbolniy Klub Dnipro no ano de 2007. Marcou seu primeiro gol nas competições europeias pelo FC Dnipro na Copa da UEFA de 2007-08, em um empate em 1 a 1 com o Aberdeen, no entanto,  sua equipe foi eliminada pelo Aberdeen na regra do gol fora.

### Metalist
Após duas temporadas pelo Dnipro foi para o Futbolniy Klub Metalist, em 2010.

### Helios Kharkiv
Após três anos no Metalist, Vorobei foi emprestado ao Helios Kharkiv, time onde permaneceu até o fim de 2013 e aposentou-se do futebol em rápida passagem pelo cube de Carcóvia.

## Carreira internacional
Vorobey integrou a seleção ucraniana de futebol desde o ano de 2000.[carece de fontes?] Notavelmente, ele estava na seleção da Ucrânia para a Copa do Mundo de 2006, onde a Ucrânia chegou às quartas de final perdendo para a campeã Itália.
Seu último gol pela Ucrânia foi na partida das Eliminatórias da Eurocopa de 2008 contra as Ilhas Faroé, que a Ucrânia venceu por 5-0. Vorobey marcou o último gol da partida aos 64 minutos.

## Títulos

### Shakhtar Donetsk
- Campeonato Ucraniano (3): 2001–02, 2004–05, 2005–06
- Copa da Ucrânia (3): 2000–01, 2001–02, 2003–04
- Supercopa da Ucrânia (1): 2005

#### Honrarias
- Artilheiro da Premier League Ucraniana (1): 2000–01[1]
- Futebolista Ucraniano do Ano (Komanda) (1): 2000
- Artilheiro da Copa da Ucrânia (3): 2000–01, 2001–02, 2002–03